# Arturo Huenchullán Medel
Arturo Huenchullán Medel (Victoria, província de Malleco, Xile, 16 d'agost de 1901 - Santiago de Xile, 27 de novembre de 1978) va ser un professor i polític maputxe, diputat de la Cambra de Diputades i Diputats de Xile entre 1933 i 1937. També va destacar com a líder de la Societat Caupolican Defensora de l'Araucania entre 1925 i 1927, i per haver estat el primer maputxe a fer estudis de postgrau als Estats Units d'Amèrica.

## Trajectòria
Va néixer el 16 d'agost de 1901 a Victoria, província de Malleco, sent fill d'Ignacio Huenchullán i Sara Medel. La seva infància va transcórrer durant el període de conformació de les reduccions maputxes després de l'Ocupació de l'Araucania per part de l'Exèrcit de Xile. Va cursar els estudis primaris a l'Escola Bàsica de Victoria, i després a l'Escola Normal de la mateixa ciutat. Posteriorment va cursar estudis de Dret a la Universitat de Xile.
Durant la seva joventut es va integrar a la Societat Caupolican Defensora de l'Araucania, i al desembre de 1925 va resultar electe com a president, en substitució de Manuel Manquilef, que havia estat escollit diputat pel Partit Liberal Democràtic. En el seu nou rol, l'entitat va revisar les postures entorn d'aspectes com la subdivisió de terres i la integració dels maputxes en la societat xilena, marcant un trencament amb el lideratge desenvolupat prèviament per Manquilef. En aquest procés, es va erigir com el principal líder després d'acostar posicions amb la Federació Araucana de Manuel Aburto Panguilef, portant a la unió d'ambdues organitzacions en el marc del Comitè Executiu de l'Araucania.
L'any 1927 va ser seleccionat pel Govern de Carlos Ibáñez del Campo, al costat d'altres set docents xilens, per a cursar estudis de postgrau als Estats Units d'Amèrica. A partir d'aquella experiència va aconseguir el grau de doctor en Ciències de l'educació pel George Peabody College for Teachers, actualment part de la Universitat Vanderbilt. Per aquesta trajectòria ha estat reconegut com un dels primers indígenes sud-americans amb estudis de postgrau en una universitat estatunidenca. A més, entre 1929 i 1931 va participar en els programes d'estiu (summer sessions) organitzats pel Columbian College de la Universitat George Washington.
Després de tornar a Xile es va presentar com a candidat a diputat per a les eleccions parlamentàries de 1932, resultant electe pel Partit Democràtic durant la legislatura 1933-1937. Novament va ser candidat pel mateix partit a les eleccions de 1941, i pel Partit Democràtic del Poble a les eleccions de 1949, sense resultar ser electe. Després del seu pas per la política es va dedicar a la docència, especialitzant-se en l'ensenyament per a nens indígenes. L'any 1942 va contreure matrimoni amb Corina del Carmen Pino, amb qui va tenir sis fills. El 27 de novembre de 1978 va morir a Santiago de Xile, als 77 anys.